# Liste des albums musicaux numéro un au Billboard 200 en 1968
Cette page liste les albums musicaux ayant eu le plus de succès au cours de l'année 1968 aux États-Unis d'après le magazine Billboard.

## Historique
| Date         | Artiste(s)                            | Titre                                  | Référence |
| ------------ | ------------------------------------- | -------------------------------------- | --------- |
| 6 janvier    | The Beatles / Bande originale         | Magical Mystery Tour                   |           |
| 13 janvier   | The Beatles / Bande originale         | Magical Mystery Tour                   |           |
| 20 janvier   | The Beatles / Bande originale         | Magical Mystery Tour                   |           |
| 27 janvier   | The Beatles / Bande originale         | Magical Mystery Tour                   |           |
| 3 février    | The Beatles / Bande originale         | Magical Mystery Tour                   |           |
| 10 février   | The Beatles / Bande originale         | Magical Mystery Tour                   |           |
| 17 février   | The Beatles / Bande originale         | Magical Mystery Tour                   |           |
| 24 février   | The Beatles / Bande originale         | Magical Mystery Tour                   |           |
| 2 mars       | Paul Mauriat                          | Blooming Hits                          |           |
| 9 mars       | Paul Mauriat                          | Blooming Hits                          |           |
| 16 mars      | Paul Mauriat                          | Blooming Hits                          |           |
| 23 mars      | Paul Mauriat                          | Blooming Hits                          |           |
| 30 mars      | Paul Mauriat                          | Blooming Hits                          |           |
| 6 avril      | Simon and Garfunkel / Bande originale | The Graduate                           |           |
| 13 avril     | Simon and Garfunkel / Bande originale | The Graduate                           |           |
| 20 avril     | Simon and Garfunkel / Bande originale | The Graduate                           |           |
| 27 avril     | Simon and Garfunkel / Bande originale | The Graduate                           |           |
| 4 mai        | Simon and Garfunkel / Bande originale | The Graduate                           |           |
| 11 mai       | Simon and Garfunkel / Bande originale | The Graduate                           |           |
| 18 mai       | Simon and Garfunkel / Bande originale | The Graduate                           |           |
| 25 mai       | Simon and Garfunkel                   | Bookends                               |           |
| 1er juin     | Simon and Garfunkel                   | Bookends                               |           |
| 8 juin       | Simon and Garfunkel                   | Bookends                               |           |
| 15 juin      | Simon and Garfunkel / Bande originale | The Graduate                           |           |
| 22 juin      | Simon and Garfunkel / Bande originale | The Graduate                           |           |
| 29 juin      | Simon and Garfunkel                   | Bookends                               |           |
| 6 juillet    | Simon and Garfunkel                   | Bookends                               |           |
| 13 juillet   | Simon and Garfunkel                   | Bookends                               |           |
| 20 juillet   | Simon and Garfunkel                   | Bookends                               |           |
| 27 juillet   | Herb Alpert and the Tijuana Brass     | The Beat of the Brass                  |           |
| 3 août       | Herb Alpert and the Tijuana Brass     | The Beat of the Brass                  |           |
| 10 août      | Cream                                 | Wheels of Fire                         |           |
| 17 août      | Cream                                 | Wheels of Fire                         |           |
| 24 août      | Cream                                 | Wheels of Fire                         |           |
| 31 août      | Cream                                 | Wheels of Fire                         |           |
| 7 septembre  | The Doors                             | Waiting for the Sun                    |           |
| 14 septembre | The Doors                             | Waiting for the Sun                    |           |
| 21 septembre | The Doors                             | Waiting for the Sun                    |           |
| 28 septembre | The Rascals                           | Time Peace: The Rascals' Greatest Hits |           |
| 5 octobre    | The Doors                             | Waiting for the Sun                    |           |
| 12 octobre   | Big Brother and the Holding Company   | Cheap Thrills                          |           |
| 19 octobre   | Big Brother and the Holding Company   | Cheap Thrills                          |           |
| 26 octobre   | Big Brother and the Holding Company   | Cheap Thrills                          |           |
| 2 novembre   | Big Brother and the Holding Company   | Cheap Thrills                          |           |
| 9 novembre   | Big Brother and the Holding Company   | Cheap Thrills                          |           |
| 16 novembre  | Jimi Hendrix Experience               | Electric Ladyland                      |           |
| 23 novembre  | Jimi Hendrix Experience               | Electric Ladyland                      |           |
| 30 novembre  | Big Brother and the Holding Company   | Cheap Thrills                          |           |
| 7 décembre   | Big Brother and the Holding Company   | Cheap Thrills                          |           |
| 14 décembre  | Big Brother and the Holding Company   | Cheap Thrills                          |           |
| 21 décembre  | Glen Campbell                         | Wichita Lineman                        |           |
| 28 décembre  | The Beatles                           | The Beatles (The White Album)          |           |